# Zsilvásárhely
Zsilvásárhely (románul: Târgu Jiu) romániai város a Havasalföldön, Olténia északi részén, közel Erdély déli határához, a Zsil-folyó völgyében. Gorj megye székhelye. Népessége 2002-ben 97 591 fő volt.

## Története
1426-ban már rendszeres vásárhelynek említik. A városban a középkorban és az újkor elején virágzott az állatkereskedelem, innen hajtották az állatokat a Vulkán-szoroson át Erdélybe. A kereskedelem nagyobb arányú fellendülését azonban a törökök megakadályozták.
Eleinte Tudor Neagu bolgár bojár tulajdonában volt, akitől a város lakói megváltották magukat. A 16. században a Buzescu család birtokába került. A következő évtizedekben tűzvészek pusztították, ill. török csapatok dúlták fel. A 17. században bizonyos mértékű autonómiát kapott.
Az első nyilvános iskoláját 1775-ben alapították, mely egyike a Regát legrégebbi iskoláinak. A város lakói mind a Tudor Vladimirescu vezette 1821-es, mind pedig az 1848-as forradalomban részt vettek.
1884-ben nyílt meg az a vasútvonal, amely megkönnyítette a Bukaresttel és az ország más vidékeivel való érintkezést. Az első világháború idején, 1916-ban súlyos csaták zajlottak a város környékén. A második világháborúban internálótábor működött itt, ahol főként román kommunistákat tartottak fogva.
A város iparosodása csak a második világháború után indult meg (építő-, textil-, fémfeldolgozó- és faipar). Jelenleg – a válságba sodródó – olténiai szubkárpáti lignitmedencének a központja.

## Látnivalók
- Vasile Moanga-ház (itt talált a török üldözők elől menedéket Tudor Vladimirescu)
- Szt. Miklós (Sf. Nicolae) templom
- Barbu Ganescu fejedelem háza
- Constantin Brâncuși szobrászművész szobrai: A végtelen oszlopa, A csend asztala, A csók kapuja

## Lásd még
- Cem Romengo

## Külső hivatkozások
- Hivatalos román honlap
- A hivatalos honlap angol változata